# From the Beginning (Emerson, Lake & Palmer)
From the Beginning (in italiano Fin dall'inizio) è un brano musicale del gruppo rock progressivo britannico Emerson, Lake & Palmer, composto da Greg Lake e tratto dall'album Trilogy del 1972.

## Descrizione

### Genesi
Il brano è stato scritto nella tonalità di la minore. È guidato da una linea di chitarra acustica con strati di chitarra elettrica (sia ritmica che solista) e basso elettrico, e cantato da Greg Lake, con un po' di accompagnamento alle percussioni (suonate da Carl Palmer, con congas e mazzuole da timpani) e un assolo di moog finale di Keith Emerson, accompagnato da suoni di sintetizzatore sovraincisi. Questo brano era originariamente destinato al primo album dei King Crimson In the Court of the Crimson King (1969), ma il leader della band Robert Fripp non pensava che si sarebbe adattata al contesto dell'album.
In un'intervista, Record World ha detto:

### Riassunto del testo
Nel testo, Greg Lake si rivolge a una donna con cui ha appena avuto un'avventura, e che lo accusa di essere cinico e indelicato riguardo al loro incontro sessuale, il quale però era chiaramente deciso – come dice il titolo – fin dall'inizio.

### Pubblicazione
Oltre ad essere inclusa nell'album Trilogy con la sua durata già considerevole di 4 minuti e quasi un quarto, una versione più ridotta di From the Beginning – accorciata fino alla durata di 3 minuti e 48 secondi – fu pubblicata come singolo in due edizioni diverse. Il brano, diventato uno dei pezzi più popolari del gruppo, ha dato il titolo anche all'omonimo box set del 2007.

## Formazione

### Gruppo
- Keith Emerson – moog
- Greg Lake – basso, chitarre, voce
- Carl Palmer – percussioni

### Crediti
- Greg Lake – produzione

## Cover e adattamenti
- I Marsyas hanno interpretato il brano in ceco sotto il titolo Studená koupel, nel loro album Kousek příznĕ del 1982.
- Gli statunitensi Dokken ne hanno fatto una cover per il loro album Dysfunctional del 1995.
- La cantante Amerie ha campionato la canzone nel brano Got to Be There dal suo primo album del 2002 All I Have, con Greg Lake che ha ricevuto un credito come autore.
- Il 25 marzo 2016, la giovanissima Connie Talbot (16 anni incompiuti[3]) avrebbe potuto pubblicarne una versione del tutto acustica, con chitarra e voce, nel suo album Matters to Me.
- Nel 2019 anche la cantautrice Daisy Knife[4] avrebbe potuto pubblicarne una versione del tutto acustica, con chitarra e voce[5], nel suo EP Bright Blue[6].